# 林克彥
林克彥（日语：／ Hayashi Katsuhiko，1972年—），日本生殖遺傳學家，本科毕业于明治大學，博士毕业于東京理科大學，现为大阪大學教授。林克彥及其團隊利用雄性小鼠細胞培養出性染色體為XX的誘導性多能幹細胞，繼而製出小鼠卵母細胞，並以此育出小鼠幼仔，實現雄性小鼠同性繁殖。
他亦因這項實驗而先後被列入2023年度「自然科學十人」
與2024年度「《時代》百大人物」。